# Équipe cycliste Wolber-Spidel
Ne doit pas être confondu avec les équipes Puch-Sem-Campagnolo et Puch-Eorotex-Campagnolo.
L'Équipe cycliste Wolber-Spidel est une ancienne équipe française de cyclisme professionnel sur route. Elle succède à l'équipe Puch-Wolber-Campagnolo. 

## Effectif

### 1982
- Dominique Arnaud
- Éric Bonnet
- Jean Chassang
- Alain De Carvalho
- Fabien De Vooght
- Marc Gomez
- Jean-Pierre Guernion
- Gérard Kerbrat
- Philippe Leleu
- Sven-Åke Nilsson (Suède)
- Régis Ovion
- Jean-François Rault
- Christian Seznec
- Pierre-Raymond Villemiane
- Claude Vincendeau

### 1983
- Dominique Arnaud
- Jean-René Bernaudeau
- Patrick Bonnet
- Jean Chassang
- Fabien De Vooght
- Gary Dowdell
- Marc Durant
- Marc Gomez
- Jean-Pierre Guernion
- Ralf Hofeditz
- Graham Jones
- Philippe Leleu
- Jean-François Rodriguez
- Christian Seznec
- Pierre-Raymond Villemiane
- Claude Vincendeau

## Résultats

### 1982
- 2e étape de Paris-Nice : Sven-Åke Nilsson
- Milan-San Remo : Marc Gomez
- Prologue du Tour d'Espagne : Marc Gomez
- 10e étape du Tour d'Espagne : Sven-Åke Nilsson
- 14e étape du Tour d'Espagne : Dominique Arnaud
- 10e étape du Tour de France : Pierre-Raymond Villemiane
- 6e étape du Tour de l'Avenir : Philippe Leleu

### 1983
- Championnat de France de cyclisme sur route : Marc Gomez
- 20e étape du Tour de France : Philippe Leleu

### Grands tours
Tour de France
4 participations (1981,1982,1983,1984)